# Galatella albanica
Galatella albanica là một loài thực vật có hoa trong họ Cúc. Loài này được Degen mô tả khoa học đầu tiên năm 1901.